# Carmín tropical
Carmín tropical és una pel·lícula mexicana dramàtica de 2014 dirigida, coproduïda i escrita per Rigoberto Perezcano. Va formar part de la selecció oficial del Festival Internacional de Cinema de Morelia, on va obtenir el Premi al Millor Llargmetratge Mexicà. La pel·lícula va ser nomenada a la preselecció per a l'entrada de Mèxic a l'Oscar a la millor pel·lícula de parla no anglesa als Premis Oscar de 2016, però no va ser seleccionada.

## Sinopsi
Mabel és una muxe que resideix a Veracruz, però torna al seu poble natal a l'estat d'Oaxaca per trobar l'assassí de la seva amiga Daniela. Durant el seu viatge coneix a Modesto, un taxista que li fa recordar la seva època en la qual era una de les cantants de cabaret més reconegudes de la comunitat, cosa que va deixar per anar a la recerca de l'amor d'un home.

## Repartiment
- José Pescina com Mabel
- Luis Alberti com Modesto
- Everardo Trejo com Faraón Morales
- Juan Carlos Medellín com Darina
- Marco Pétriz com Comandante Rómulo
- Marco Antonio Aguirre com El Pareja

## Comentaris
Aquest film ocupa el lloc 19 dins de la llista de les 100 millors pel·lícules mexicanes de la història, segons l'opinió de 27 crítics i especialistes del cinema a Mèxic, publicada pel portal Sector Cine al juny de 2020.